# NGC 222
NGC 222는 태양에서 약 21만 광년 떨어져 있으며, 소마젤란 은하에 속한 산개성단이다. 큰부리새자리에 위치하며, 1826년 8월 1일, 스코트인 천문학자 James Dunlop에 의해 발견되었다.

## 같이 보기
- NGC 1 ~ 999 목록